# Hans Heinrich Moll
Hans Heinrich Moll (* 10. Mai 1913 in Essen; † 29. November 2008 in Höfen (Tirol)) war ein deutscher Ingenieur und Manager.

## Leben
Hans Heinrich Moll, Sohn von Heinrich Moll und Christine Elise Moll, geborene Backhuys, ging im Kloster Ettal zur Schule, studierte von 1933 bis 1938 Maschinenbau und wurde 1939 an der Technischen Hochschule Aachen zum Dr.-Ing. promoviert. Dort wurde er auch Mitglied der KDStV Franconia Aachen und übte im Sommersemester 1935 sowie im darauffolgenden Wintersemester das Amt des Seniors aus. 1939 begann er als Betriebsingenieur für die Junkers Flugzeug- und Motorenwerke in Dessau zu arbeiten. 1942 wechselte er zu den Daimler-Benz-Flugzeugmotorenwerken in Genshagen, wo er von 1943 bis 1945 die Arbeitsvorbereitung leitete.
Nach Tätigkeiten bei verschiedenen Maschinenfabriken, so als Teilhaber von Wilhelm Schröder Landmaschinen in Hamburg, ab 1949 als Technischer Leiter der Maschinenfabrik Diedesheim und als Betriebsleiter der Gebr. Boehringer Werkzeugmaschinenfabrik in Göppingen, war Moll ab 1953 erneut für die Daimler-Benz AG tätig, wo er Werkleiter der Stammwerke in Untertürkheim und ab 1955 stellvertretendes Vorstandsmitglied in Stuttgart war, wo er auch die Gesamtleitung der Werke Untertürkheim, Gaggenau und Berlin hatte. Bei der Friedrich Krupp GmbH in Essen war er von 1961 bis 1965 Mitglied des Direktoriums. 1966 wurde er Werkleiter und Vorstandsmitglied des Werkes München der Maschinenfabrik Augsburg-Nürnberg AG (M.A.N.). Von 1974 bis 1979 war er deren Vorstandsvorsitzender. Er lebte in Gräfelfing.
Moll war seit 1938 Mitglied des Vereins Deutscher Ingenieure (VDI). Dessen Gesellschaft für Produktionstechnik saß er von 1959 bis 1962 vor. Etliche weitere Jahre gehörte er dem Beirat der Gesellschaft an. Des Weiteren war er Rotarier, unter anderem Aufsichtsratsvorsitzender der M.A.N.-Roland Druckmaschinen AG in Offenbach, Beiratsvorsitzender des der Schwäbische Hüttenwerke GmbH in Wasseralfingen, Beirat der Hermann Pfauter GmbH & Co. in Ludwigsburg, Verwaltungsratsvorsitzender des Deutschen Museums in München und gehörte der Förderkreis für Rationalisierung in Eschborn an.
Hans H. Moll war katholisch, verheiratet mit Irene Johanna Moll, geborene Schumacher, und hatte fünf Kinder.

## Auszeichnungen
- 1970: Ehrenmünze des VDI
- 1971: Bayerischer Verdienstorden[2]
- 1973: Großes Bundesverdienstkreuz[5]
- 1977: Staatsmedaille für besondere Verdienste um die bayerische Wirtschaft[2]
- 1979: Grashof-Denkmünze des VDI
- 1980: Großes Goldenes Ehrenzeichen der Republik Österreich